# Nelson Di Maggio
Nelson Di Maggio (San José de Mayo, 3 de diciembre de 1928- 4 de noviembre de 2021) fue un crítico de arte, curador, profesor y escritor uruguayo.

## Biografía
Realizó sus estudios en la Facultad de Humanidades y Ciencias de Montevideo y la Cátedra de Historia del Arte con el profesor Jorge Romero Brest.
Desde 1953 ejerció la crítica de arte en diarios y semanarios de Montevideo, ciudad en la que residió. Las páginas de Marcha, Brecha, Acción, Alternativa Socialista y otros, publicaron sus polémicas críticas, siendo La República el diario que convirtió su página de crítica de arte de los lunes en un clásico entre los años 1988 y 2013.
Entre 1976 y 1978 dirigió la galería de exposiciones de arte de la Alianza Francesa de Montevideo. Dictó cursos de Historia del Arte en el Museo Torres García (1997-1997), Museo Nacional de Artes Visuales (2006-2008), Centro Cultural de España (2007) y otras instituciones públicas y privadas. Ha sido jurado de premios, curador de exposiciones y escrito numerosos textos para catálogos y publicaciones de arte de Uruguay y el exterior.
Fue miembro de la Asociación Internacional de Críticos de Arte (AICA). En 2016 se le hizo entrega de un premio en reconocimiento a su trayectoria profesional.

## Libros
- Literatura y artes plásticas en Uruguay, 1969.
- Washington Barcala, 1995.
- Juan Manuel Besnes e Irigoyen, 1998.
- Los cafés literarios, 1998.
- Zoma Baitler, 2008.
- Carmelo Arden Quin, 2009.
- Costigliolo, Homo geometricus, 2010.
- Artes Visuales en Uruguay: diccionario crítico, 2013.